# دکتر نو (فیلم)
دکتر نو (به انگلیسی: Dr. No) فیلمی در گونه جاسوسی و نخستین قسمت از مجموعهٔ فیلم‌های جیمز باند است که در سال ۱۹۶۲ میلادی با کارگردانی ترنس یانگ تولید شد. در این فیلم، شان کانری نقش جیمز باند، مأمور مخفی سرویس اطلاعاتی بریتانیا، را ایفا می‌کند. اورسولا اندرس، ژوزف وایزمن و جک لرد از دیگر بازیگران اصلی این فیلم هستند. فیلمنامهٔ دکتر نو توسط ریچارد می‌بام، جوهانا هاروود و برکلی ماتر با اقتباس از رمان دکتر نو به قلم ایان فلمینگ چاپ ۱۹۵۸ نوشته شد. تهیه‌کنندگی این اثر را هری سالتزمن و آلبرت آر. براکلی از شرکت ایون پروداکشنز بر عهده داشته‌اند. همکاری این دو نفر تا سال ۱۹۷۵ میلادی ادامه یافت. در روایت فیلم، جیمز باند مأموریت می‌یابد تا دربارهٔ ناپدید شدن یکی از مأموران بریتانیایی در جامائیکا تحقیق کند. پیگیری‌های او منجر به کشف یک پایگاه زیرزمینی متعلق به دانشمندی مرموز به نام دکتر جولیوس نو می‌شود. باند پی می‌برد که دکتر نو قصد دارد پروژه پرتاب آزمایشی فضاپیمای آمریکا را در پایگاه کیپ کاناورال با استفاده از یک رانشگر تشعشعی مختل کند. 
هرچند رمان دکتر نو ششمین اثر از مجموعه داستان‌های جیمز باند است؛ ولی نخستین رمان این مجموعه بود که از آن اقتباس سینمایی صورت گرفت. در این فیلم به برخی عناصر داستان‌های قبل و حتی بعد نیز اشاره می‌شود؛ از جمله سازمان جنایی اسپکتر که در رمان گلوله آتشین (۱۹۶۱) معرفی گردید. فیلم دکتر نو با بودجه‌ای محدود ساخته شد؛ اما از نظر فروش در گیشه جهانی بسیار موفق بود. این فیلم با آن که در زمان اکران با واکنش متفاوت منتقدان روبه‌رو شد؛ اما به‌مرور زمان توانست جایگاه خود را به‌عنوان یکی از بهترین قسمت‌های مجموعه تثبیت کند. دکتر نو همچنین آغازگر موجی از فیلم‌های جاسوسی بود که در دههٔ ۱۹۶۰ به‌شدت مورد استقبال قرار گرفتند. برای تبلیغ و بازاریابی بیشتر، نسخهٔ تصویری رمان و آلبوم موسیقی متن فیلم نیز منتشر شدند. 
بسیاری از عناصر شاخص فیلم‌های جیمز باند برای نخستین‌بار در دکتر نو شکل گرفتند. فیلم با صحنه‌ای آغاز می‌شود که باند را از داخل لولهٔ تفنگ معرفی می‌کند و سپس با تیتراژی بسیار سبک‌پردازی‌شده ادامه می‌یابد که توسط موریس بایندر طراحی شدند. در این فیلم، موسیقی نمادین جیمز باند نیز برای نخستین‌بار معرفی شد؛ که اثری از مونتی نورمن (آهنگ‌ساز فیلم) بود. کن آدام (طراح تولید) نیز سبک بصری پرجزئیات و چشم‌نوازی را پایه‌گذاری کرد که بعداً به یکی از ویژگی‌های اصلی مجموعه تبدیل شد. پس از دکتر نو، فیلم از روسیه با عشق در سال ۱۹۶۳ به‌عنوان دومین قسمت مجموعه منتشر شد.

## خلاصه داستان
جان استرانگویز  ، رئیس ایستگاه  MI6 قبل از غارت خانه‌اش در جامائيكا ،به همراه منشی خود توسط سه قاتل به قتل می‌رسد. وقتی خبر مرگ استرانگ‌ویز به م ، رئیس MI6 می‌رسد، جیمز باند افسر اطلاعاتی را مأمور می‌کند تا این موضوع را بررسی کند و مشخص کند که آیا این موضوع به همکاری استرانگ‌ویز با سیا در پرونده‌ای مربوط به اختلال در پرتاب موشک از کیپ کاناورال مربوط می‌شود یا خیر. با پارازیت رادیویی. وقتی باند به جامائیکا می رسد، مردی با او برخورد می کند که ادعا می کند راننده ای است که برای جمع آوری او فرستاده شده است، اما در واقع یک مامور دشمن است که برای کشتن او فرستاده شده است. باند میزها را به سمت مامور می چرخاند، اما قبل از اینکه بتواند از او بازجویی کند، مامور با گاز گرفتن سیگاری که حاوی سیانور است، خود را می کشد . پس از بازدید از خانه استرانگ ویز، باند با قایق‌کاری که استرنگ‌ویز با او آشنا بود، روبرو می‌شود. قایق‌نشین به نام کوارل فاش می‌کند که به سیا کمک می‌کند و باند را به مامور آنها فلیکس لیتر معرفی می‌کند که او نیز در حال تحقیق درباره مرگ استرانگ‌ویز است.
باند از فلیکس می‌آموزد که سیا سیگنال پارازیت رادیویی را به جامائیکا (که تا سال 1962 مستعمره بریتانیا بود ) ردیابی کرد و استرانگ‌ویز به تعیین منشأ دقیق آن کمک می‌کرد. کشمکش نشان می‌دهد که قبل از مرگ استرانگ‌ویز، این زوج نمونه‌های معدنی را از جزیره‌ای به نام Crab Key جمع‌آوری کرده‌اند، جایی که مردم ممنوع هستند. پس از یافتن رسیدی از یک زمین شناس محلی، پروفسور RJ Dent، باند از او در مورد نمونه ها و کلید خرچنگ پرس و جو می کند، اما وقتی ادعا می کند که نمونه ها به طور عادی بررسی شده اند، به پاسخ های او مشکوک می شود. پس از جلسه، دنت به خرچنگ کی سفر می کند تا با صاحب منزوی آن که برای او کار می کند ملاقات کند تا او را از دیدار باند مطلع کند. دنت تحت دستورات دقیق تلاش می کند تا باند را با رتیل بکشد. با این حال، باند عنکبوت را می کشد و تله ای برای دنت می گذارد. وقتی زمین‌شناس می‌رسد، باند او را زیر اسلحه نگه می‌دارد و فاش می‌کند که معتقد است از دنت خواسته شده قبل از کشتن او ، نمونه‌های استرانگ‌ویز را بررسی کند تا ببیند آیا آنها رادیواکتیو هستند یا خیر.
پس از بررسی قایق کوارل با یک شمارنده گایگر ، باند متوجه می‌شود که استرنگ‌ویز باید مشکوک بوده باشد که پارازیت رادیویی از Crab Key می‌آید، و بنابراین کوارل را متقاعد می‌کند که او را به آنجا ببرد. روز بعد، پس از رسیدن، باند با هانی رایدر ، غواص پوسته، ملاقات می کند. هنگامی که نگهبانان مسلح وارد یک قایق می شوند، باند و کوارل رایدر را با خود می برند و به باتلاق می گریزند. هنگام شب، گروه با مخزن شعله ای که به شکل یک اژدها ظاهر شده است، مواجه می شوندبرای جلوگیری از مردم محلی، که Quarrel را می کشد. باند و رایدر دستگیر می شوند و به یک پایگاه مخفی منتقل می شوند و در آنجا به دلیل آلودگی باتلاق به رادیواکتیویته، به سرعت در معرض آلودگی قرار می گیرند. پس از هدایت به محله های خصوصی که برای آنها ساخته شده است، آنها را با قهوه مصرف شده بیهوش می کنند.
پس از بیدار شدن، این جفت با صاحب پایگاه، دکتر جولیوس نو، برای صرف شام همراهی می شوند: یک دانشمند جنایی چینی-آلمانی که به دلیل قرار گرفتن در معرض تشعشعات، دست های فلزی مصنوعی دارد. باند متوجه می شود که نو عضو سابق یک سازمان جنایی چینی تانگ بوده است ، تا اینکه 10 میلیون دلار طلا دزدید و اکنون برای سازمان مخفی SPECTER (مجری ویژه ضد اطلاعات، تروریسم، انتقام و اخاذی) کار می کند. پارازیت رادیویی که توسط No انجام می شود برای مختل کردن پروژه مرکوری برنامه ریزی شده استپرتاب فضایی در کیپ کاناورال با استفاده از یک پرتو رادیویی، که به گفته او نمایشی از قدرت SPECTRE خواهد بود. وقتی باند از پیوستن به SPECTRE امتناع می کند، نو رایدر را برده و باند را کتک زده و زندانی کرده است. با این حال، باند موفق می شود از طریق یک دریچه هوا از سلول خود فرار کند و قبل از نفوذ به مرکز کنترل پایگاه، خود را به عنوان یک کارگر مبدل می کند.
باند متوجه می‌شود که پرتوی رادیویی که برای مختل کردن پرتاب آماده می‌شود، توسط یک راکتور استخر هسته‌ای تغذیه می‌شود و با شروع پرتاب، آن را بیش از حد بارگذاری می‌کند. دکتر هیچ تلاشی برای متوقف کردن او نمی کند، اما در استخر راکتور می افتد و تا حد مرگ می جوشد. با تخلیه پرسنل پایگاه، باند رایدر را قبل از اینکه آن دو با قایق از جزیره فرار کنند، لحظاتی قبل از تخریب پایگاه آزاد می کند. فلیکس بعد از تمام شدن سوخت قایق آنها در دریا می یابد و آنها را با یک کشتی نیروی دریایی سلطنتی به مکان امنی می کشاند . با این حال، همانطور که رایدر مشتاقانه او را می بوسد، باند سیم بکسل را رها می کند تا او را در آغوش بگیرد.

## بازیگران
- شان کانری در نقش جیمز باند، مامور مخفي MI6.
- اورزولا اندرس در نقش هانی رایدر,قواص صدف كه با فروش صدف به دلالان جامائيكا امرار معاش ميكند.
- ژوزف وایزمن در نقش دکتر نو،يكي از اعضای specter.
- جک لرد در نقش فیلیکس لایتر،مامور سیا و همکار جیمز باند.
- برنارد لی در نقش ام،رئيس سرويس مخفي اطلاعات بريتانيا.
- آنتونی داوسون در نقش پروفسور دنت،پروفسور زمين شناسي كه براي دكتر No كار مي کند.
- جان کیتزمیلر در نقش کوارل،يك جزيره نشين كه توسط استرانگويز استخدام شد تا به صورت مخفيانه به جزيره خرچنگ برود تا سنگ جمع كند و بعد از كشته شدن او براي فيليكس لايتر كار كرد.
- زنا مارشال خانم تارو،منشي اسميت كه مخفيانه براي دكتر No کار می‌کند.
- یونیس گیسون در نقش سيلويا ترنچ،زنی که در کازینو با جیمز باند آشنا شد.
- لوئیز مکسول در نقش مانی پنی،منشی ام.
- پیتر بارتون در نقش کیو،مدیر بخش فنی.
- رجینالد کارتر در نقش جونز،یکی از افراد دکتر No.
- ایوون شیما در نقش خواهر لايلي، یکی از سرپرستان زندان در مخفیگاه دکتر نو.
- مایکل موک در نقش خواهر رز،یکی از سرپرستان زندان در مخفیگاه دکتر نو.
- مارگوریت لوارس در نقش آنابل چانگ،عکاس و یکی از افراد دکتر نو.
- لوئیس بلازر در نقش اسميت، وزیر خانه دولت.